# Zune HD
Zune HD è un lettore multimediale prodotto da Microsoft facente parte della famiglia Zune. 
È entrato in commercio il 15 settembre 2009 nel solo mercato statunitense. La produzione è cessata il 3 ottobre del 2011 in quanto Microsoft ha deciso di dedicarsi esclusivamente al sistema operativo smartphone Windows Phone, considerato il suo erede (ne erediterà infatti moltissime caratteristiche oltre all'interfaccia).

## Storia
Il 5 settembre 2007 Apple lanciò l'iPod touch.
Poco dopo il capo del dipartimento di ricerca e sviluppo di Microsoft, Robbie Bach, iniziò a lavorare su un lettore Zune touch-screen per contrastare la concorrenza. 
Il dipartimento iniziò immediatamente a rivisitare il sistema operativo del vecchio Zune, basato su Windows CE, per aggiungervi il supporto alla tecnologia multi-touch. La Astro Studios venne contattata per disegnare il case esterno in alluminio del nuovo Zune HD. Il 19 giugno del 2009, Matt Akers, insider, ha confermato che Zune HD avrebbe avuto una scheda video Nvidia Tegra APX 2600 ed un display OLED.
Zune HD venne lanciato sul mercato il 15 settembre 2009 in versione nera e platino, con capacità da 16 e 32 GB; inoltre, versioni rosse, verdi, e blu erano disponibili sul negozio ufficiale on line.
Due mesi dopo, il 6 novembre, il firmware venne aggiornato alla versione 4.3. La nuova versione del firmware migliorava le prestazioni del browser, aggiungeva il supporto alle app che dovevano essere lanciate nei giorni successivi e sistemava molti bug importanti. L'11 novembre apparvero molte nuove app su Zune Marketplace. Tra le novità c'erano: PGR: Ferrari Edition, Audiosurf Tilt, Lucky Lanes Bowling, Vans Sk8: Pool Service, Scacchi e Piano.
Microsoft ne cessò la commercializzazione a partire dal 3 ottobre 2011.

## Caratteristiche
Il dispositivo è completamente touch screen ed è presente un unico tasto home.
- Schermo touch screen multi-touch capacitivo OLED 3.3" 480x272 pixel formato 16:9
- Nvidia Tegra APX 2600[7]
- Memoria da 16 o 32 o 64 GB
- Accelerometro
- Connessione Wi-Fi
- Browser internet
- Radio HD
- HDMI